# Peter Dodson
Pour les articles homonymes, voir Dodson.
Peter Dodson , né le 20 août 1946 à Ross (Californie), est un paléontologue américain qui a publié de nombreux articles et a collaboré et écrit des livres sur les dinosaures. Il fait autorité dans le domaine des cératopsiens, il est également l'auteur de nombreux articles et manuels sur les hadrosaures et les sauropodes, et est corédacteur en chef de The Dinosauria, souvent considéré comme la référence scientifique sur les dinosaures.